# Web3D
Web3Dは、当初、3Dを使用してWebサイトを完全に表示およびナビゲートするというアイデアであった。ひいては、この用語は、WebページのHTMLに埋め込まれ、ユーザーがWebブラウザーで表示できるすべてのインタラクティブな3Dコンテンツを指すようになった。
注目すべきフォーマットとツールは次のとおり。
- 3DMLW
- A-Frame（VR）
- Additive Manufacturing File Format
- Adobe Shockwave
- Blend4Web（英語版）
- Java 3D
- JOGL
- LWJGL
- O3D（英語版）
- Oak3D（英語版）
- PlayCanvas
- ShiVa（英語版）
- Three.js
- Unity
- Verge3D（英語版）
- Viewpoint Media Player（英語版）
- Virtools
- VRML
- Web3D Consortium（英語版）
- WebGL
- WebVR
- WireFusion（英語版）
- X3D （VRMLの拡張）
- X3DOM

主に5つの基準によって区別される。
- シンプルさ（自動インストール、施設の料金はすでに高い）
- 互換性（ Windows、Mac、Unix ..）
- 品質（パフォーマンス、1秒あたりのフレーム数を参照、間接的に品質を表示）
- 双方向性（ソリューションとそのプログラミングの機会に応じて、コンテンツの作成者は双方向性の作成に多かれ少なかれ自由を持っている）
- 標準化（なし、「市場での地位」、標準化団体などによる）